# Его Высокопреосвященство
Его Высокопреосвященство (лат. Eminentia Sua, Dominus) — титул в римско-католической церкви титул кардиналов, в православной церкви митрополитов и архиепископов. Обращение к кардиналам, православным митрополитам и архиепископам — Ваше Высокопреосвященство.

## Римско-католическая Церковь
В римско-католической церкви этот титул был впервые дарован Папой Урбаном VIII, 10 июня 1630 года особым декретом. 
Титулование, по-прежнему, используется как официальная или стандартная форма обращения к кардиналу Святой Римской Церкви, отражая его статус как князя Церкви.
Более длинный и официальный титул — «Его [или Ваше, если обращаться непосредственно к кардиналу] Высочайшее Высокопреосвященство».
К патриархам Восточнокатолических церквей, являющимся также кардиналами, можно обращаться «Его Высокопреосвященство» или, как принято у католических патриархов, «Его Блаженство».
Когда Великий магистр Суверенного военного Мальтийского ордена, глава суверенного территориального государства, включавшего остров Мальта до 1797 года, который уже был сделан имперским князем (т. е. князем Священной Римской империи) в 1607 году, стал (с точки зрения почетного порядка старшинства, а не в фактической церковной иерархии рукоположенных служителей) самым старшим должностным лицом после самого младшего члена кардинала в 1630 году, ему также был пожалован гибридный титул Его Высокопреосвященное Высочество (аббревиатура ЕВВ), чтобы признать его статус князя Церкви.
Князь и Великий магистр современного Суверенного Военного Мальтийского Ордена по-прежнему именуется Его Высокопреосвященное Высочество. Также использовалось такое титулование, как «Его Великое Высокопреосвященство» или «Его Высокопреосвященная Светлость», некоторые из которых были формализованы Папой римским или другими должностными лицами, например монархами. Однако многие другие были просто личным предпочтением кардинала и заслугами других земных должностей.
Хотя многие представители других конфессий и направлений христианства избегают этого термина, в международной дипломатии он официально сохраняется, независимо от его доктринального, философского и теологического происхождения.

## Православная церковь
Титул у православных епископов Его Преосвященство, обращение — Ваше Преосвященство. Титул у патриархов восточных католических церквей — Его Блаженство.
К архиепископам Вселенского Патриархата (те, кто не являются предстоятелями автокефальных церквей) и митрополитам Православной Церкви обращаются со словами «Ваше Высокопреосвященство». К архиепископам независимых церквей обращаются со словами «Ваше Блаженство». К титулярным митрополитам обращаются с обращением «Ваше Превосходительство».
Вселенский Патриарх Константинопольский и митрополит Фессалоникийский (когда они находятся в пределах своих территориальных юрисдикций) именуются «Его Всесвятейшество». Патриархи Александрийский, Антиохийский и Иерусалимский, а также сербский, болгарский и русский именуются «Его Святейшество», а румынские патриархи именуются «Его Блаженство». Патриарх Грузинской Православной Церкви является уникальным исключением, к нему обращаются «Его Святейшество и Блаженство».

## Другие религиозные направления
В Филиппинской независимой церкви, независимой католической конфессии с англо-католической ориентацией, верховные епископы, являющиеся главными примасами церкви, в официальной форме обращения или стиле именуются «Его Высокопреосвященство» и «Ваше Высокопреосвященство».
В тибетском буддизме и боне «Его Высокопреосвященство»/«Ваше Высокопреосвященство» — это английский перевод нескольких тибетских титулов (например, «Кхентин»), которые обозначают держателей линии преемственности и регентов линий преемственности. Если держателя какой-либо конкретной линии преемственности именуют на английском языке «Его Святейшеством», то учителям, находящимся в непосредственном подчинении, обычно присваивается английский титул «Его Высокопреосвященство». Например, в Карма Кагью у Его Святейшества XVI Гьялвы Кармапы было 4 главных ученика, которые занимали регентство до интронизации XVII Кармапы. Каждый из этих 4 высоких лам носил/носил титул «Его Высокопреосвященство». В Южной Друкпа Кагью в Бутане пять лопонов Шунг Драцанга именуются «Их Высокопреосвященствами».
Это обращение также используется, часто неформально (возможно, как передача восточного стиля), в исламе для обозначения весьма уважаемых религиозных лидеров. Например, к аятолле или мардже в шиитском вероучении, имаму суннитской школы барелви, великому магистру ордена мурджитов маулане Сайеду Мадани Миа часто обращаются с этим титулом, наряду с такими людьми, как маулана Хуштар Сиддики из Маврикия, хотя эти титулы, по сути, неофициальны. Помимо этого, традиционные правители субнациональных штатов народов фулани, хауса, нупе и канури в Нигерии используют это титулование в качестве альтернативы титулу «Его Королевское Высочество», который обычно используется монархами страны, подчеркивая таким образом свое положение как духовных, так и светских лидеров. Лорд ордена Расулидов именуется Его Высочайшим Королевским Высочеством (сокращенно ЕВКВ).